# Oenopota magellanica
Oenopota magellanica is een slakkensoort uit de familie van de Mangeliidae. De wetenschappelijke naam van de soort is voor het eerst geldig gepubliceerd in 1881 door Martens.